# Kalle Anka lär sig flyga
Kalle Anka lär sig flyga (engelska: Sky Trooper) är en amerikansk animerad kortfilm med Kalle Anka från 1942.

## Handling
Kalle Anka drömmer av hela sitt hjärta att någon gång få flyga. Sergeant Svarte Petter lovar att Kalles önskan ska slå in, om han först skalar en stor hög med potatis. Till sist kommer Kalle upp i luften, men att flyga visar sig vara svårare än vad han tidigare drömt om.

## Om filmen
Filmen hade svensk premiär den 13 december 1943 på Sture-Teatern i Stockholm och ingick i kortfilmsprogrammet Kalle Anka på nya upptåg tillsammans med sju kortfilmer till; Pluto bland vilda djur, Kalle Ankas guldgruva, Far och flyg (ej Disney), Pluto knäcker nötter, Jan Långben lär sig simma, Med kung Vinter på semester (ej Disney) och Kalle Anka som batterist.

## Rollista
- Clarence Nash – Kalle Anka
- Billy Bletcher – Svarte Petter[8]